# Francesco Massimiliano Laboureur
Pour les articles homonymes, voir Laboureur (homonymie).
Francesco Massimiliano Laboureur, francisé en François-Maximilien Laboureur, aussi appelé Francesco Laboureur, ou le cavalier Massimiliano Laboureur, est un sculpteur italien né à Rome le 11 novembre 1767 et mort dans la même ville le 6 mars 1831.

## Biographie
Francesco Massimiliano Laboureur est le fils de Massimiliano, ou Maximilien, Laboureur (1739-1812), sculpteur originaire de Bruxelles établi à Rome en 1732, et de Paola Salomoni. Il est baptisé dans la paroisse San Lorenzo in Lucina avec les prénoms Francesco, Filippo et Simone. Il est le père du sculpteur Alessandro Massimiliano Laboureur (1794-1861),.
Il se forme très jeune à la sculpture dans l'atelier de son père et suit aussi les cours de l'Accademia di San Luca. Il obtient la deuxième place au prix Clementino de 1783.

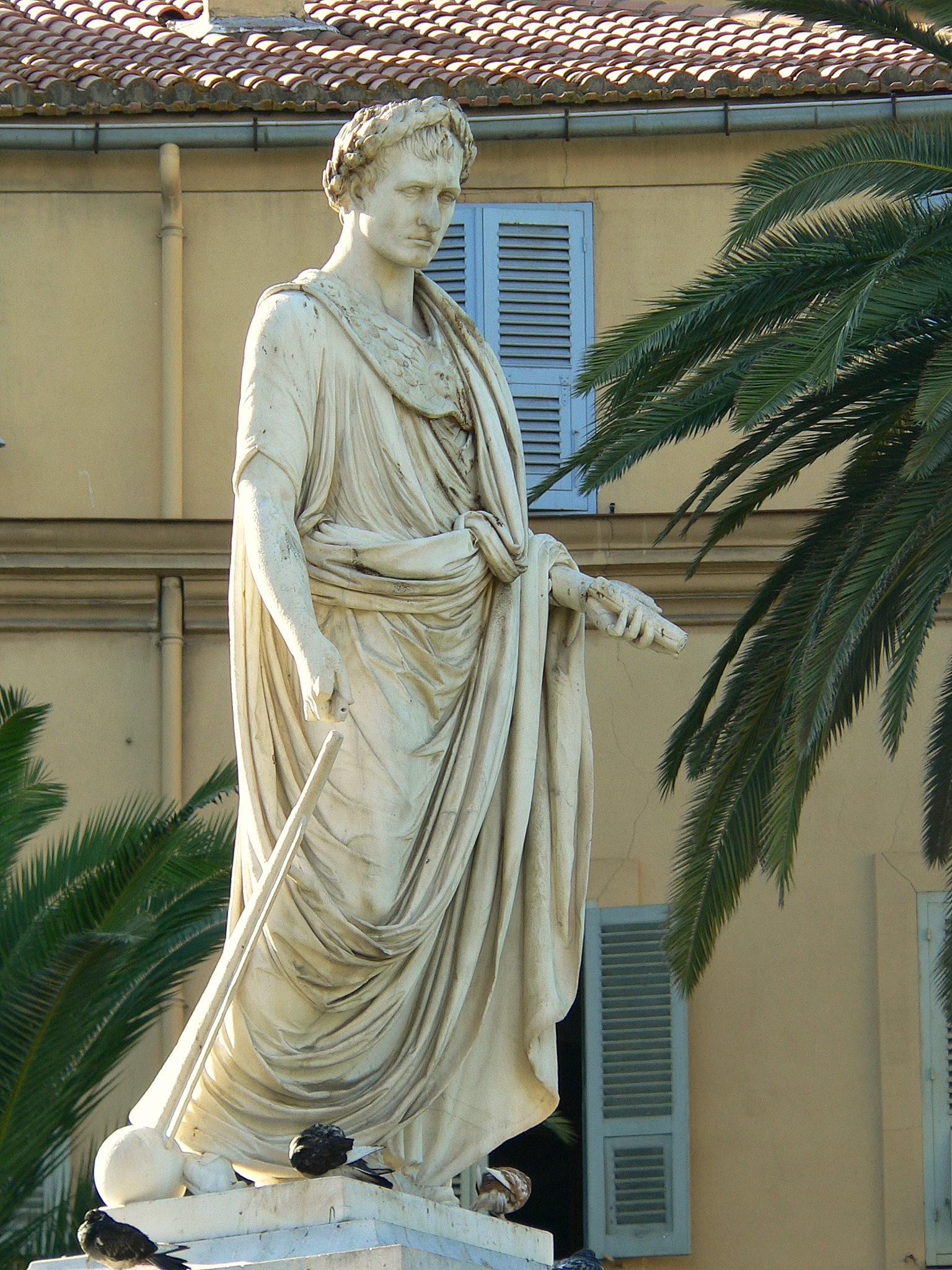
Napoléon en habit de consul romain (1806), Ajaccio, place Foch, fontaine des Quatre Lions.

Il doit son début de carrière à François Cacault, ambassadeur de France près le Saint-Siège, qui signale au ministre des Affaires étrangères Charles-Maurice de Talleyrand-Périgord la qualité d'un buste en marbre de Napoléon qu'il a commandé avec un autre groupe de sculptures qui sont aujourd'hui conservées au musée des Beaux-Arts de Nantes.
Dans une lettre, François Cacault annonce que Laboureur a travaillé sur un second buste de Napoléon et qu'il a l'intention de réaliser une sculpture de Napoléon Bonaparte alors Premier consul d'une taille importante. Cette statue en marbre, Napoléon en habit de consul romain, de près de 4 m de hauteur avec son piédestal orne la fontaine des Quatre Lions érigée à Ajaccio sur place Foch. Le sculpteur a été soutenu pendant la réalisation par la cardinal Fesch, successeur de Cacault comme ambassadeur de France près le Saint-Siège en 1803. La statue est terminée en 1806. Napoléon Bonaparte étant devenu empereur, l'iconographie de la sculpture a changé. Il est représenté revêtu d'une toge, ayant à ses pieds une cassette ronde contenant les divers traités qu'il a signé avec les diverses puissances du Continent. Il tient un de ces traités à la main, sur lequel est écrit « Concordat ».
Grâce à la protection de François Cacault, il est élu à l'Accademia di San Luca le 3 octobre 1802. En 1812, il y est nommé professeur de sculpture avec Bertel Thorvaldsen, puis avec Antonio Canova. Il devient président de l'Accademia di San Luca en 1821 et 1822.
Il réalise le monument funéraire du cardinal François-Joachim de Pierre de Bernis à l'église Saint-Louis-des-Français de Rome, en 1803-1805, avec des bas-reliefs représentant Le Génie de l'Harmonie équipé de la harpe et La Religion portant la croix.

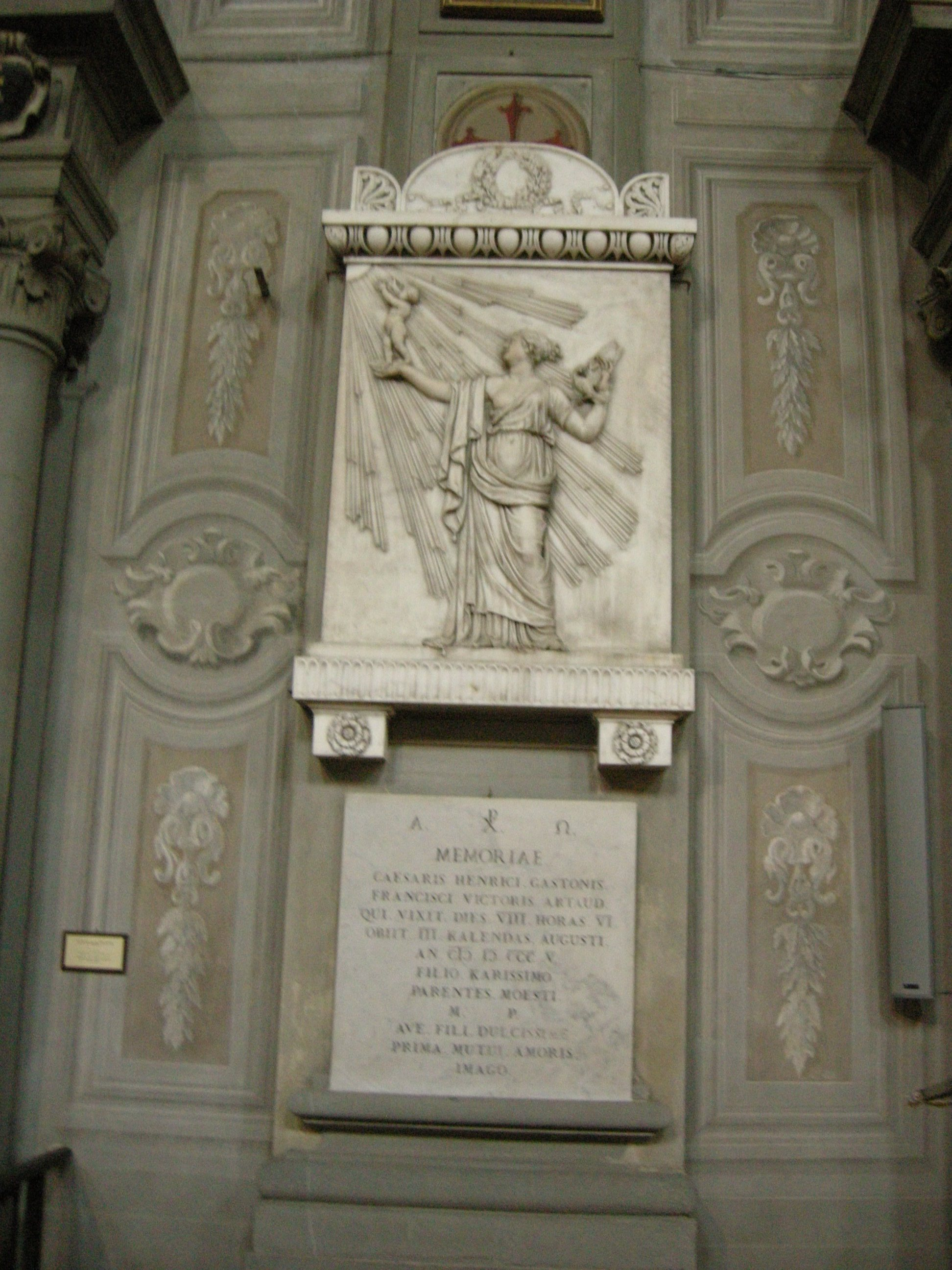
Monument funéraire de César Gaston Artaud (1805), Florence, église Ognissanti.

Il réalisé en 1805 le monument funéraire de César Gaston Artaud pour l'église Ognissanti de Florence mort à l'âge de huit jours.
En 1812, il réalise la frise représentant Laurent le Magnifique qui chasse les Vices et les Vertus introduites en Toscane dans le salon de l'appartement de Napoléon Ier au palais du Quirinal.
En 1816, il réalise le Buste du cardinal Bartolomeo Pacca. Entre 1816 et 1819, il réalise une suite de sept statues en marbre représentant Domenico Ghirlandaio, Giovanni da Udine, Polidoro da Caravaggio, Garofalo, Sebastiano del Piombo, Marcantonio Raimondi et Andrea Orcagna pour la salle de la Protomoteca du Capitole.
De 1817 à 1822, il travaille sur la décoration d'une nouvelle aile du musée Chiaramonti à Rome et réalise des décors en stucs représentant Les Triomphes impériaux, des Scènes sacrificielles et des Scènes bacchiques.
En 1820, le prince Nicolas II Esterházy lui achète la sculpture représentant Le Roi Metabo des Volsques enseignant à Camilla le tir à l'arc, conservée au musée des Beaux-Arts de Budapest. En 1822, il réalise la tombe de la marquise Settimia Marini Maffei et son fils Pierre à l'église Santa Maria in Aracoeli. En 1823, il exécute le monument funéraire au cardinal Jan van Goessen dans l'église Santa Maria della Concezione dei Cappuccini.
Dans le parc du domaine de Puławy, en Pologne, qui appartenait à la famille Czartoryski chassée par les Russes en 1831, on voit un cénotaphe de marbre blanc, en mémoire d'August et Sofia Czartoryska (née Sieniawska) réalisé par Laboureur sur le modèle de celui de Lucius Cornelius Scipio Barbatus (Scipion le Barbu, ancêtre de Scipion l'Africain) datant du IIIe siècle avant J.C., marqué par le style hellénistique de l'Italie méridionale avec des motifs doriques, et conservé aujourd'hui au musée du Vatican. Ce type de tombeau à l'antique fait songer, en beaucoup plus petit, à celui de Napoléon aux Invalides.
Sa dernière commande est celle d'une statue de saint François Caracciolo, fondateur de l'Ordre des clercs réguliers mineurs. Il commence la statue en 1829 mais n'étant pas achevée à sa mort, elle est terminée par Innocenzo Fraccaroli (en) sous la direction de Bertel Thorvaldsen. Elle est placée dans la basilique du Vatican en 1834.

## Œuvres
Le musée d'Arts de Nantes conserve, à ce jour, la plus grande collection des œuvres de Laboureur. 
- Napoléon en habit de consul romain, 1806, fontaine des Quatre Lions, Ajaccio, place Foch.

Œuvres de Francesco Massimiliano Laboureur
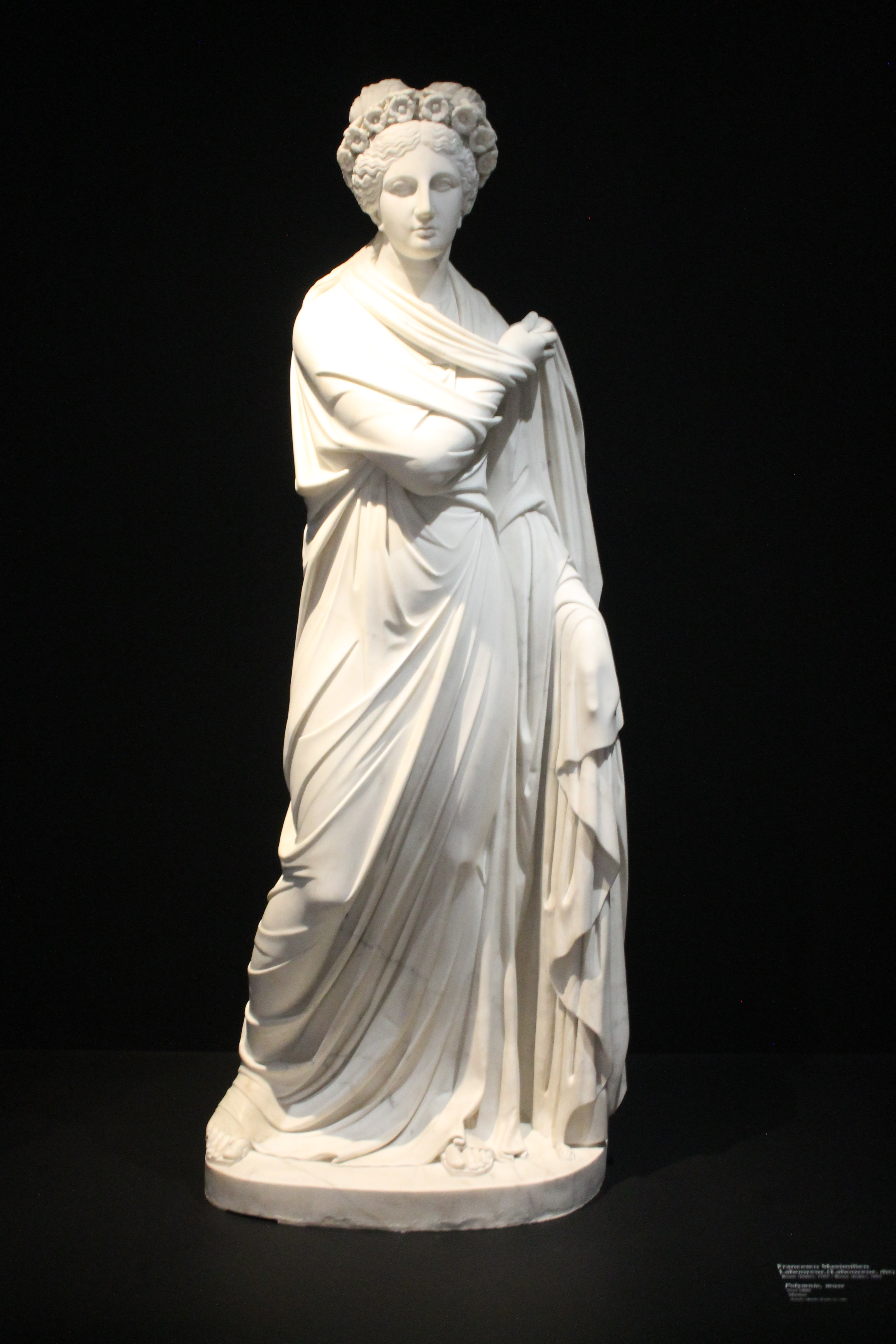
La Muse Polymnie (1800), marbre, musée d'Arts de Nantes.
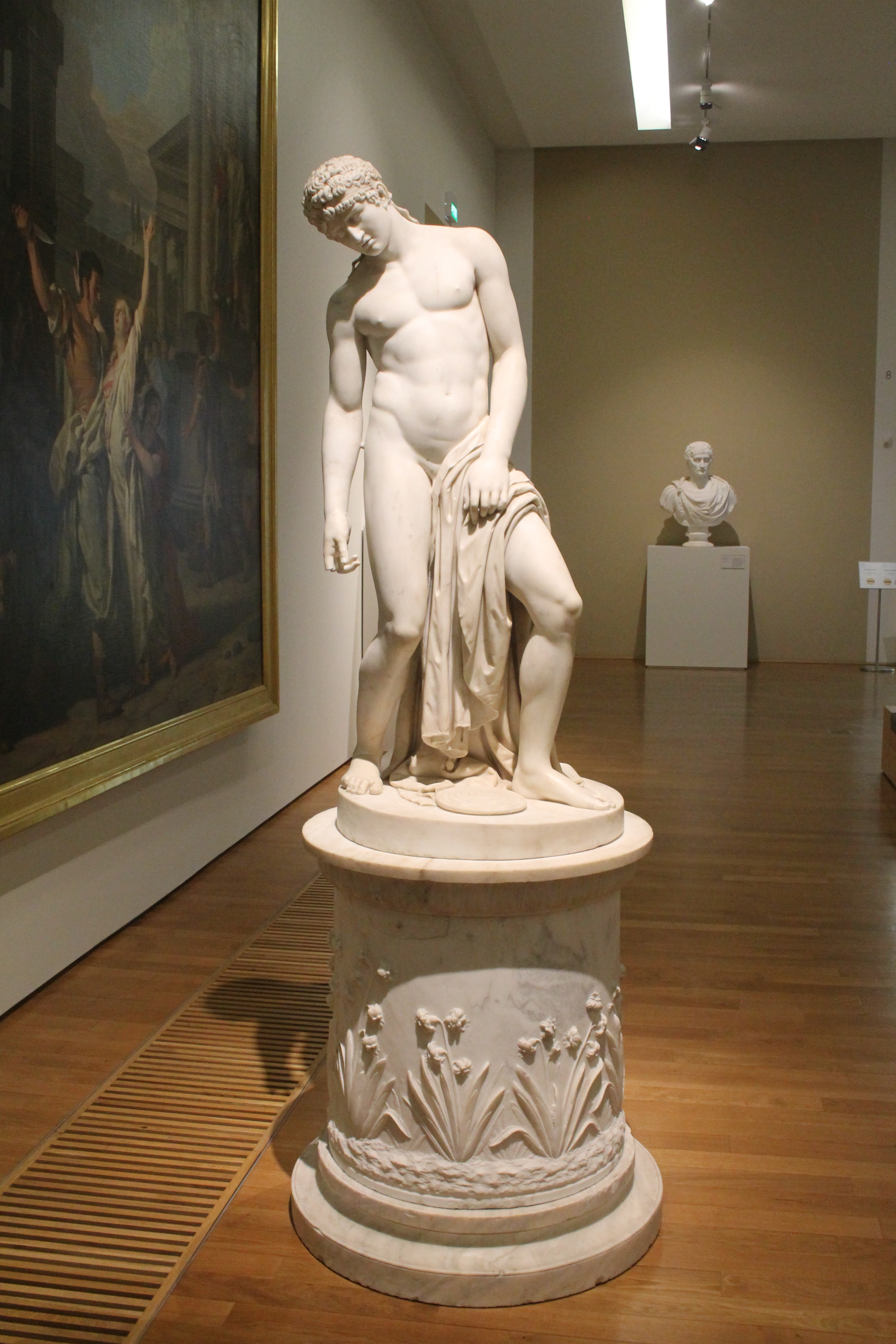
Le jeune Hyacinthe blessé par Apollon (vers 1800), marbre, musée d'Arts de Nantes.
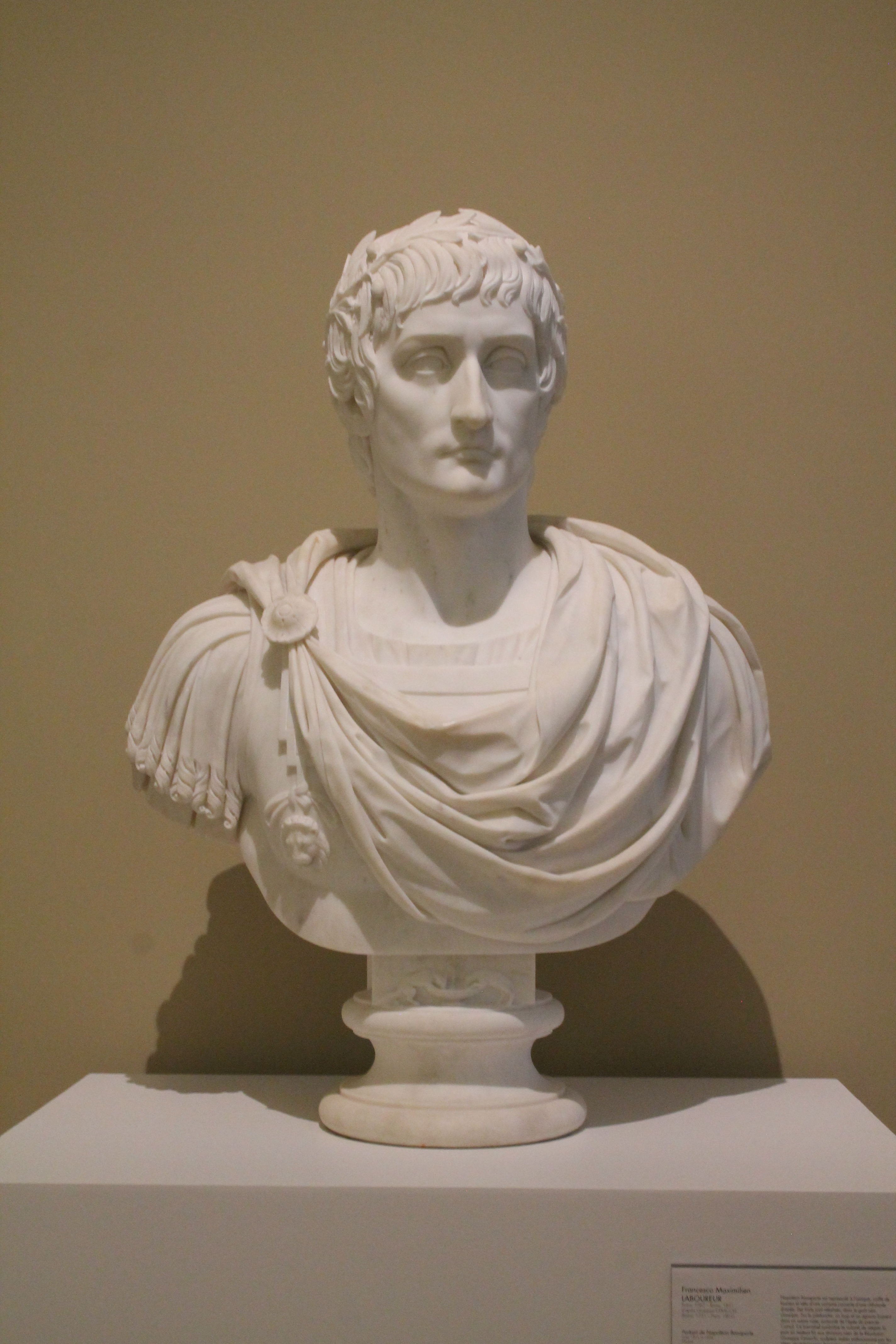
Portrait de Napoléon Bonaparte (entre 1801 et 1804), marbre, musée d'Arts de Nantes.
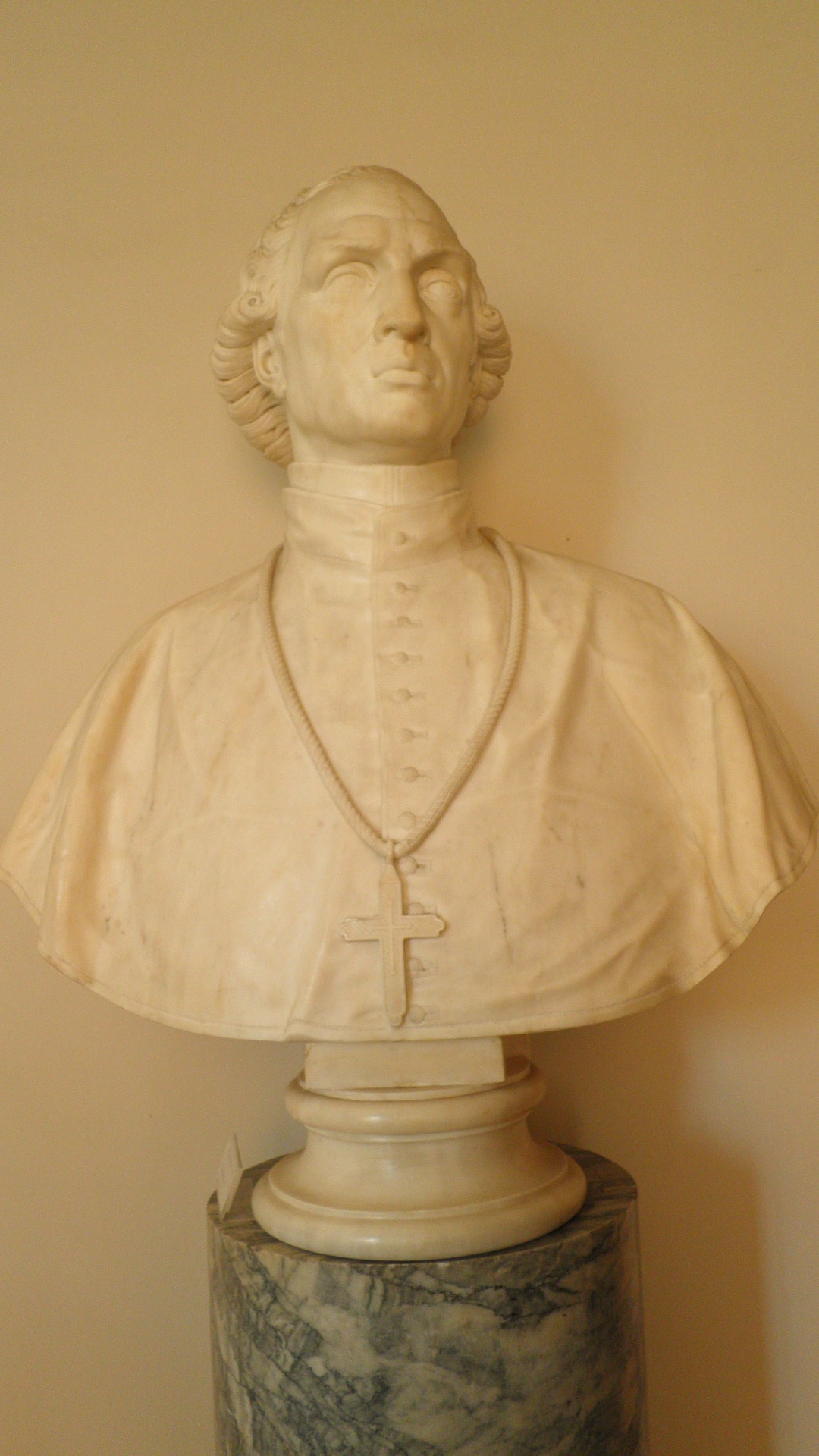
Le Cardinal Pacca, Rome, Accademia di San Luca.
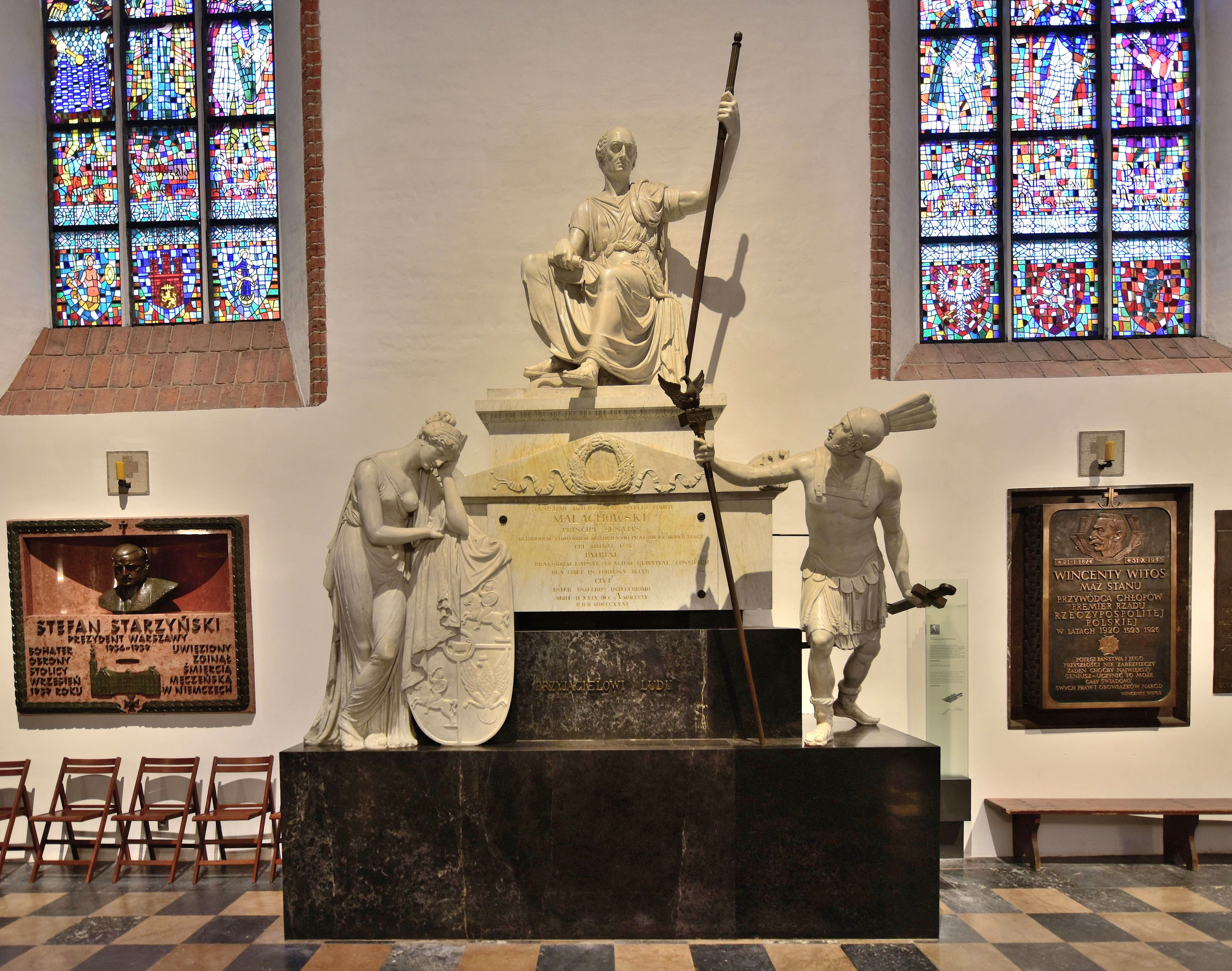
Monument funéraire de Stanisław Małachowski, cathédrale Saint-Jean de Varsovie.

## Distinctions
- Chevalier de l'ordre de l'Éperon d'or.